# Order of the Star of Ghana

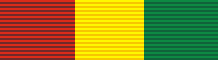
Ordensband des Order of the Star of Ghana

Order of the Star of Ghana ist die höchste Auszeichnung der Republik Ghana. Der Orden wurde am 1. Juli 1960 gestiftet.

## Insignien, Verleihung und Ordensstufen
Das Ordensband dieses Ordens hat die Farben der ghanaischen Flagge von links nach rechts in der Reihenfolge Rot, Gelb, Grün. Das Ordensabzeichen ist ein Stern mit sieben dicken Spitzen, in dessen Mitte ein Adler und ein fünfzackiger Stern stehen.
Die Auszeichnung wird vom jeweiligen Präsidenten von Ghana verliehen, der zugleich Großmeister des Ordens ist, und kann auch posthum verliehen werden. In der Vergangenheit wurden besonders die Jahrestage der Unabhängigkeit (6. März 1957) Ghanas verwendet, um die Ehrung besonderer Personen mit dem Order of the Star of Ghana vorzunehmen.
Der Orden wird in drei Stufen verliehen:
- Companion of the Star of Ghana (CSG),
- Officer of the Star of Ghana (OSG),
- Member of the Star of Ghana (MSG).

## Bekannte Träger
Träger dieser Auszeichnung sind unter anderem:
- Königin Beatrix (2008, Companion)
- Königin Elisabeth II. (2007, Companion)
- König Charles III. (1977, Officer und 2018, Companion)
- Ebenezer Ako-Adjei, ghanaischer Unabhängigkeitskämpfer und Autor (1997, Officer)
- George Kingsley Acquah, ehemaliger Oberster Richter von Ghana (2006, Member)
- Zera Yacob Amha Selassie von Äthiopien, Enkel von Haille Selassie
- Kaiser Haile Selassie (1970)
- Albert Adu Boahen, Philosoph, Schriftsteller und bedeutender Historiker
- Michael Akuoko Otu, Generalleutnant der ghanaischen Luftwaffe (Air Marshal) (2006)
- Kofi Annan, ehemaliger UN-Generalsekretär (2000)
- Olusegun Obasanjo, Präsident von Nigeria
- Sam Nujoma, erster Präsident Namibias
- Sam Jonah, Gründer und ehemaliger Geschäftsführer Ashanti Goldfields Company Ltd.
- Joseph Henry Mensah, ehemaliger Finanzminister und Senior Minister Ghanas
- Anthony Deku, führender Politiker Ghanas (2006)
- Gloria Amon Nikoi, ehemalige Außenministerin Ghanas
- Ebenezer Begyina Sekyi-Hughes, Sprecher des Parlaments in Ghana
- Albert Kwesi Ocran, führende Militärperson und Politiker in Ghana
- Georgina Theodora Wood (2007)
- J. H. Kwabena Nketia
- Philip Edward Archer (2000)
- Jan Peter Balkenende